# Вар (Караш-Северін)
Вар (рум. Var) — село у повіті Караш-Северін в Румунії. Входить до складу комуни Обрежа.
Село розташоване на відстані 318 км на захід від Бухареста, 36 км на північний схід від Решиці, 90 км на схід від Тімішоари.

## Населення
За даними перепису населення 2002 року у селі проживали 410 осіб, з них 407 осіб (99,3%) румунів. Рідною мовою 407 осіб (99,3%) назвали румунську.